# 松前正広
松前 正広（まつまえ まさひろ、1917年〈大正6年〉9月30日 - 1944年〈昭和19年〉10月8日）は、松前藩松前家第16代当主、子爵。

## 経歴
1929年9月に父・松前勝広が隠居し、家督を継承。
太平洋戦争に補充兵の二等兵として出征したが、1944年10月にニューギニアで戦死。松前家の家督は弟の松前之広が継承。
なお死亡した際に相続人が襲爵を行わなかったため、爵位は消滅している。

## 系譜
- 父：松前勝広
- 弟：松前之広